# Jarosław Dziedzic (piłkarz)
Jarosław Dziedzic (ur. 16 kwietnia 1970 w Łodzi) – polski piłkarz występujący na pozycji obrońcy lub defensywnego pomocnika.
Wychowanek Łódzkiego Klubu Sportowego, w barwach którego rozegrał 44 spotkania w ekstraklasie. Ponadto grał m.in. w Borucie Zgierz, Piotrcovii i Pelikanie Łowicz.
Po zakończeniu przygody z piłką, zajął się trenowaniem młodych piłkarzy ŁKS-ie. W 2011 został w tym samym klubie, grającym wówczas w ekstraklasie, dyrektorem sportowym.